# West Modesto, Kalifornien
West Modesto är en ort (CDP) i Stanislaus County, i delstaten Kalifornien, USA. Enligt United States Census Bureau har orten en folkmängd på 5 682 invånare (2010) och en landarea på 5,1 km².